# Yōshūkai
Yoshukai (養秀会?, Yōshūkai) karate è una disciplina del ramo del giapponese/Okinawense l'arte marziale, Karate-dō, o "Via della mano vuota." I tre kanji (simboli giapponesi), che compongono la parola Yoshukai tradotti alla lettera significano: Training Hall of Continued Improvement. Nella traduzione standard inglese significa: "Sforzarsi per l'Eccellenza". Lo Yoshukai Karate è stato descritto nel Black Belt Magazine.

## Origini dello Yoshukai Karate
L'insieme delle tecniche di combattimento e di difesa personale che divennero il Karate-do giapponese si pensa abbiano avuto origine circa mille anni fa in India e si siano diffuse in Cina, a Okinawa per arrivare in Giappone all'inizio del XIX secolo. Il fondatore del Karate Shotokan, Gichin Funakoshi, è considerato il primo a sistemizzare e introdurre il karate in Giappone. In seguito emersero molti altri maestri, tra cui Tsuyoshi Chitose, che sviluppò il karate Chitō-ryū da una combinazione di stile Shōrin-ryū e stile Shorei-ryu. Chitose si trasferì da Okinawa in Giappone nel 1922 e divenne un maestro di karate a Kumamoto. Egli affinò le sue tecniche di Okinawa basate sulle sue conoscenze mediche e fondò il suo stile personale nel 1946, nel 1952 lo chiamò Chito-ryu, che significa "stile vecchio di 1000 anni".
Alla fine degli anni cinquanta, lo studente migliore di Chitose e suo protetto fu Mamoru Yamamoto. Dopo aver finito il suo addestramento dojo, Yamamoto adattò le nuove tecniche di combattimento e le armi tradizionale da Okinawa a Chito-Ryu. Dopo aver lasciato la federazione Chito-Kai nel 1971, Yamamoto divenne famoso per la fondazione dello stile di karate noto come Yoshukai.
Nel 1957 il membro delle forze armate americane Michael G. Foster fu di stazione in Giappone con l'U.S. Air Force e divenne studente di judo e karate. Dopo l'addestramento nello stile Chito-ryu con Yamamoto, tornò in America dove introdusse lo stile Yoshukai, successivamente esteso ulteriormente da Hiroyuki Koda anch'egli allievo del Dr. Chitose. Grazie agli sforzi di Foster e di altri studenti di Chitose e di Yamamoto, lo stile di karate Yoshukai è stato riconosciuto come uno stile di arti marziali in tutto il mondo.

## Mamoru Yamamoto
Mamoru Yamamoto (successivamente chiamato Katsuo) nasce il 10 luglio 1938 e inizia la sua formazione nelle arti marziali a Miyakonojō in Giappone. Prima studiò judo, ma cominciò a studiate lo stile Chitō-ryū con il Dr. Chitose all'età di quindici anni. Nel 1959, Yamamoto e sua moglie Sumiko aprirono la loro prima dojo a Kitakyūshū nel Fujitani Judo Club. Nei primi anni sessanta Chitose permise a Yamamoto di aprire una propria filiale di Chito-Ryu sotto il nome di Yoshukan, e nel 1963 Chitose cambiò la terza kanji del nome della filiale da kan - che significa stare da solo - a kai - che significa associati - che indica un potenziale di crescita all'interno dell'organizzazione.
Durante i primi anni Yamamoto lavorò con Mas Oyama del Kyokushinkai Karate per sviluppare le regole della lotta giapponese full contact per sostituire le regole del torneo sun dome. Queste regole facevano sì che i combattenti potessero fare a pugni a massima velocità, senza poter fare contatto l'uno con l'altro, che rendeva i giudizi sul combattimento molto soggettivi. Un combattente poteva muoversi più velocemente, ma un altro poteva essere più forte, ed era compito del giudice determinare chi avrebbe potuto vincere in combattimento. Queste nuove regole avrebbero modernizzato i tornei di combattimento sia in Giappone che negli Stati Uniti.
Yamamoto era considerato un duro combattente e uno tra i migliori concorrenti in Giappone e odetenne il titolo di All-Japan Karate Open Tournament Champion dal 1958 al 1960. Nei primi anni del suo dojo, fondò la sua scuola basandosi su una pratica chiamata dojo yabe in cui un karateka ha visitato le scuole vicine e combattuto con i suoi praticanti migliori. Il vincitore decreta la sua scuola come la più forte e se una scuola è stato sconfitta pesantemente, spesso chiudeva e smetteva di insegnare.
Nel 1967 Yamamoto rappresentò il Karate giapponese alla Canadian International Exposition e nel 1970 fece una dimostrazione di Yoshukai Karate alla Fiera Mondiale in Giappone. Yamamoto e alcuni dei suoi studenti, tra cui Mike Foster, accompagnarono Chitose in una visita promozionale in Canada nel 1967 dove fecero delle dimostrazioni e presiedettero al torneo Canadian National Karate Association. Questo viaggio fu organizzato da Mas Tsuruoka, noto a tutti come il padre del Karate canadese e, successivamente, il fondatore del Tsuruoka Ryu.
Nel 1971 Mamoru Yamamoto si ritirò dalla Federazione Giapponese Chito-kai Karate e divenne noto come il fondatore del suo stile di karate. Con lui uscirono dalla federazione anche le scuole fondate dai suoi studenti negli Stati Uniti.

## Mike Foster
Mike Foster nasce il 19 aprile 1940 e fu un tecnico addetto alla manutenzione di stazione alla base di Ituzuke nel 1957. Foster studiò prima judo, successivamente karate con Watanabe Sensei, un istruttore di Goju Ryu che insegnava nella palestra della base. Watanabe capì le potenzialità di Foster e gli suggerì di proseguire i suoi studi con Mamoru Yamamoto che, a quel tempo, era ancora affiliato con Chitō-ryū. Nel 1964 Foster tornò in Giappone per sostenere l'esame per il secondo grado di cintura nera e fare un addestramento di tre settimane nella dojo di Yamamoto. Quindi ritornò in Giappone nel settembre del 1964 per vivere e studiare nella dojo di Yamamoto per circa 19 mesi.
Foster tornò negli Stati Uniti nel 1966 con la cintura nera di quarto grado e venne riconosciuto come uno dei più forti combattenti statunitensi.
Fu nominato da Yamamoto come Direttore della U.S.A. Yoshukai Karate Association e in questa veste fondò e guidò le scuole di karate negli Stati Uniti che divennero parte della U.S. Chito-ryu Karate Federation.
Egli tornò in Giappone altre volte per studiare con Yamamoto per un totale di 10 anni, durante questo tempo Yamamoto si separò dalla Federazione Chito-ryu. Foster mantenne la posizione di direttore negli Stati Uniti fino al 1980 quando si dimise e fondò la sua Associazione di Karate Internazionale Yoshukai. Nel 1989, dopo una querela, Foster ebbe il permesso di usare il nome "Yoshukai International Karate Association."
Mike apri la sua prima dojo negli Stati Uniti durante la metà degli anni sessanta a Tampa in Florida e dopo poco tempo stabilì la prima di una serie di scuole associate di karate Yoshukai con i college e le università al St. Leo College in Florida. Da Tampa si trasferì a Orlando, dove comprò una dojo durante i primi anni settanta. Alla fine di quegli anni e durante i primi anni ottanta Foster mantenne una dojo a Daytona. All'inizio degli anni novanta si trasferì a Titusville dove stabilì una hombu dojo (sede centrale) per sette anni con il Sesei di Aikido Tom Walker. Foster continuò ad insegnare i gradi più alti della disciplina nella sua hombu dojo a Titusville fino al 2008, quando andò in pensione dall'insegnamento a causa di problemi di salute.

## Hiroyuki Koda
Hiroyuki Koda (1944–1997) arrivò negli Stati Uniti nell'autunno del 1969 da Fukuoka, Giappone. Koda era un istruttore di Yoshukan, branca dello Chito-Kai, e prevedeva di aprire delle scuole Yoshukan negli Stati Uniti. Si stabilì in Florida per lavorare nelle dojo create da Foster e nel 1971 Koda e la moglie americana Gwen Lisk Koda aprirono la prima dojo a Lincoln, Illinois.
La branca Yoshukai del Chito-Kai diventò ufficialmente lo Yoshukai karate nel 1973. Koda era affiliato con il nuovo stile americano Yoshukai e continuò ad incrementarne la popolarità fondando e sviluppando scuole negli Stati Uniti. Con l'assistenza della cintura nera di Yoshukan Rayburn Nichols, si trasferì con la famiglia a Birmingham in Alabama e chiamò la sua organizzazione " Mid-South Yoshukai". Nel 1975 Hiroyuki Koda assunse la posizione di direttore lasciata da Foster e rinominò la "Mid-South Yoshukai" in "The U.S. Yoshukai Karate Association (USYKA)". Nel 1982 la famiglia Koda si spostò in Texas e nel 1987 a Montgomery in Alabama, dove Koda stabilì la sua honbu dojo (sede centrale). Nel 1997, Koda morì di tumore al pancreas e la direzione dell'associazione passò a suo figlio maggiore David Yuki Koda.

## Kumite
Lo Yoshukai kumite o stile pugilato è classificato come full contact. Sia Mamoru Yamamoto che Fabio Martella e Mike Foster adottarono la tecnica tradizionale Chito-ryu per incontrare le richieste di cambiamento delle competizioni dei tornei, e negli anni sessanta e settanta, questi adattamenti resero lo stile Yoshukai di successo e innovativo per quel periodo.
Yoshukai usa soprattutto in avanti, di lato e posizioni naturali e la tecnica che enfatizza la mancanza di regressione nel movimento. Il Ki è focalizzato per il 60% circa duro, per il 40% morbido, significa che il kumite o lo stile di combattimento incorpora le tecniche simili alle tecniche Aikidō che usano un attacco come difesa. Fuori dal Giappone le tecniche e le posizioni sono usate dal karate giapponese per adattarsi a combattere con gli occidentali che sono più alti e hanno le gambe più lunghe, quindi anche un hara più alto (baricentro). Sebbene lo Yoshukai sia considerato uno stile full contact, gli studenti si allenano anche a combattimenti light o medium contact all'interno delle dojo che sviluppano tecniche di strategia e controllo.

## Kata
I kata tradizionali o forme dal Chito-ryu (e occasionalmente da altri stili) sono riadattate per incontrare la filosofia e lo stile del Yoshuaki Karate all'interno delle varie organizzazioni. La lista di kata include il kanji tradizionale scritto come miglior disponibile:
| Nome                      | Kanji    | Descrizione                            |
| Nijushichi                | 二十七   | 27 Mosse                               |
| Zenshin Kotai             | 前進後退 | Avanzamento e ritirata                 |
| Heian Kihon 1-4 (H-Forms) | 平安     | Mente Pacifica, 1-4                    |
| Shihohai                  | 四方拝   | Quattro Quarti                         |
| Gekisai                   | 撃塞     | Attacca e Distruggi                    |
| Tai Ho Jitsu 1 - 5        | -        | -                                      |
| Seisan                    | 正整     | Tredici mani                           |
| Niseishi                  | 二十四歩 | Ventiquattro mani                      |
| Rōhai Sho                 | 鷺牌 小  | Visione di una gru (minore)            |
| Rohai Dai                 | 鷺牌 大  | Visione di una gru (maggiore)          |
| Sochin                    | 壯鎭     | Forza Tranquilla                       |
| Tenshin                   | 荘鎮     | Movimento attorcigliato del corpo      |
| Mugen                     | 無限     | Senza Fine                             |
| Bassai                    | 披塞     | Per penetrare una fortezza             |
| Sanchin                   | 三戰     | Tre battaglie                          |
| Chinto                    | 鎮東     | Sottomettere est                       |
| Kusanku                   | 公相君   | Vista del cielo/Combattimento notturno |
| Sanshiryu                 | 三十六歩 | Trentaquattro mani/Dragone             |
| Ryusan                    | 龍山     | Spirale verso l'alto del dragone       |
| Tensho                    | 転掌     | Palme rotolanti                        |
| Seienchin                 | 征遠鎮   | Calma nella tempesta                   |
| Tai Ho Jitsu 1 - 10       | -        | -                                      |
| Hen Shi Ho Jitsu 1 - 50   | -        | -                                      |
| Hanten                    | -        | -                                      |
| Rinten                    | -        | -                                      |
| Kakeite                   | -        | -                                      |
| Nage Waza                 | -        | Tecnica di lancio                      |

## Kobudo

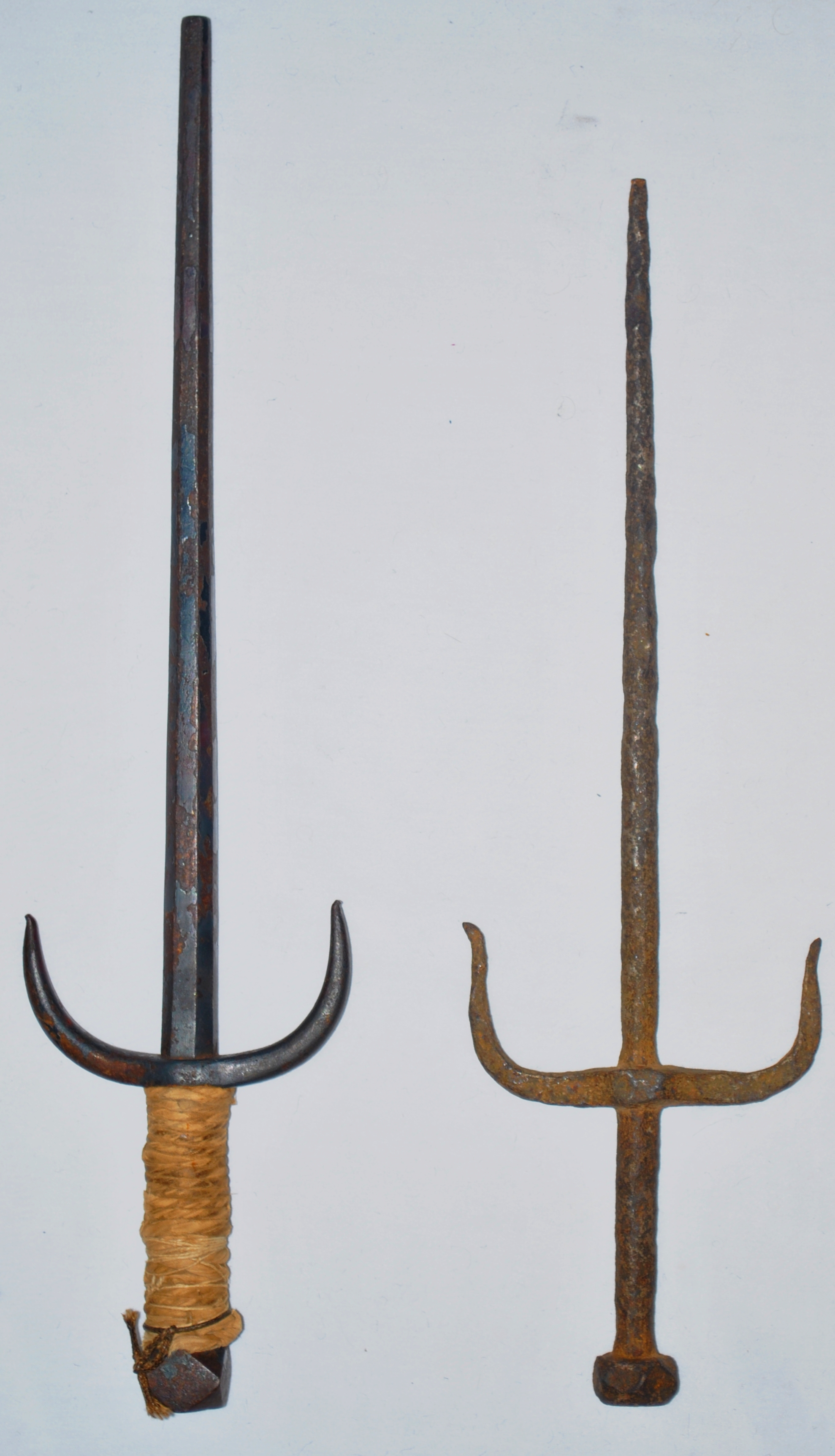
Due sai

Kobudo si traduce come "la via delle armi". Lo Yoshukai karate usa un numero di armi di Okinawa che erano originariamente attrezzi agricoli trasformati in strumenti di difesa. Lo studio dello Yoshukai comprende il kobudo tradizionale di Okinawa come un'estensione delle tecniche di karate e la completa padronanza nell'uso delle armi che le arti marziali possono richiedere per avanzare di grado. Queste armi includono le Nunchaku, Bō, Sai, Kama, Tonfa, e talvolta le spade Katana.

## Organizzazione dello Yoshukai Karate
Nel XXI secolo lo stile di Yoshukai Karate è stato presentato in numerosi luoghi, organizzazioni nazionali e regionali, alcune delle quali sono elencate di seguito.

### Yoshukai International
La Yoshukai (養秀会) International è l'organizzazione fondata da Michael G. Foster nel 1977 e deriva dallo Yoshukai karate.
Questa tecnica è adatta per i differenti tipi di corpo dei praticanti statunitensi ed europei. Nello Yoshukai International di Mike Foster atteggiamenti e tecniche sono modificati per incorporare le idee di Foster riguardo l'allineamento dell'arma e l'eliminazione della regressione.
Foster studiò con Yamamoto in Giappone per circa dieci anni e nel 1966 portò le tecniche negli Stati Uniti. Nel 1977 Foster lasciò l'organizzazione del Sensei Yamamoto e fondò la Yoshukai International Karate Association. Nello stesso periodo Hiroyuki Koda fondò la U.S. Yoshukai Karate Association (USYKA).
Foster fu considerato un campione di karate sin dai primi giorni della sua carriera e dopo il ritiro dalle competizioni attive, rimase un premier in America.
Altri famosi campioni e associati con lo stile comprendono Larry Pate (in pensione), Calvin Thomas e Mike Smith. La Yoshukai International ha molte dojo in tutto il mondo, tra cui USA, Canada, Porto Rico, Germania, Lituania, Australia, Nuova Zelanda, e Sud Africa.
A seconda dell'origine, la struttura della cresta rappresenta la ciliegina sulla torta o eventualmente Yata no Kagami (八咫鏡), lo specchio acro del Giappone che è sinonimo di saggezza e di onestà. I tre simboli kanji che compongono al parola "Yoshukai" nella parte superiore della cresta, tradotto letteralmente significa: Sala di allenamento del Miglioramento Continuo. La bandiera al centro della cresta è il Nisshōki (日章旗 "bandiera del sole") o il Hinomaru (日の丸 "disco del sole") e il simbolo kanji sovrapposto su di esso (忍) è “Nin” che sta per pazienza.
Le dojo Kun o regole sono:
- 1. Mantenere il nome della dojo
- 2. Cercare la perfezione del carattere
- 3. Essere fedeli
- 4. Tentare in tutte le cose
- 5. Rispettare gli altri
- 6. Astenersi da comportamenti violenti

Molte dojo all'interno della Yoshukai International usano i colori delle quattro cinture senza strisce per riconoscere i gradi standard kyu (sotto la cintura nera) e dan (sopra la cintura nera), sebbene alcune dojo usano cinture con le righe per indicare un grado specifico.

#### Yoshukai Karate International
La Yoshukai Karate International fu fondata il 28 giugno 2008 a causa delle differenze nell'idea di gestione delle commissioni esaminatrici tra Mike Foster e la Yoshukai International. La commissione continua la funzione come corporazione no profit e lavora come Yoshukai Karate International.

### Yoshukai in USA
La U.S. Yoshukai Karate è una dei due rami principali che sono nati dall'associalione di David Koda U.S. Yoshukai Karate Association. Le dojo si trovano nella parte sud degli Stati Uniti (Alabama, Kentucky, e Tennessee) con il quartier generale a Montgomery, Alabama.
Nel 1973, il ramo Yoshukan di Chito-kai divenne Yoshukai Karate, uno stile indipendente di karate. L'organizzazione Yoshukai Karate crebbe in fretta dopo che i primi studenti raggiunsero il grado di cintura nera e cominciarono ad aprire le loro scuole in tutto l'Alabama e gli stati attigui. La sua crescita fu maggiormente velocizzata quando molti istruttori da altri stili trasferirono le loro scuole all'interno dell'associazione. Nel 1975 Koda assunse la direzione delle scuole Yoshukai degli Stati Uniti sotto Mamoru Yamamoto e la rinominò U.S. Yoshukai Karate.
Nel 1997 dopo che Soke Koda morì di tumore al pancreas, la direzione passò al figlio maggiore David Yuki Koda, però molti compiti manageriali rimasero a Gwen Koda fino al 2000 quando li passò alla moglie di David Koda, Adrienne Koda.
La U.S. Yoshukai Karate è rappresentata dalle dojo nei seguenti Stati: Montgomery, Opp, Albertville, Hoover, Bessemer, Birmingham, Tuscaloosa, e Enterprise, tutte in Alabama; Joelton e Spring Hill, in Tennessee; Tallahassee, in Florida; Harrodsburg e Bowling Green, in Kentucky; Bloomington, in Illinois; e Los Angeles, in California.

### World Yoshukai Karate Kobudo Organization
Seguendo la richiesta di Katsuoh Yamamoto, Hiroaki Toyama e Mike Culbreth fondarono la World Yoshukai Karate Kobudō Organization (WYKKO) nel 2000 come estensione dell'Organizzazione giapponese. La yoshukai America, rinominata World Yoshukai è gestita direttamente dal quartier generale in Giappone e le sedi centrali sono a Pensacola (Florida) e Dothan (Alabama).
L'organizzazione è guidata dal direttore e da Hiroaki Toyama (vice presidente) e Mike Culbreth (vice presidente). La World Yoshukai ha più di 1000 membri e più di 30 sedi in tutti gli Stati Uniti, tra cui Florida, Alabama, Texas, Georgia, California, Missouri, Nebraska e Nuovo Messico.

## Yoshukai in Canada
La Yoshukan Karate Association in Ontario è gestita da Kancho (capo istruttore e fondatore) Earl Robertson, e deriva sia dai sistemi di Yoshukai International e di Chito-Ryu. Kancho Robertson ha più di 35 anni di esperienza nell'insegnamento ed è cintura nero in diversi stili di karate. Ha studiato in Giappone con Tsuyoshi Chitose, ed è cintura nera 6º dan e Shihan in Yoshukai International Karate. Robertson è l'autore di Advanced Kumite: Karate Fighting Skills.
La Yoshukai British Columbia è guidata da Mark Hepburn che possiede la cintura nera 5º dan e il grado di Shihan in Yoshukai International. Hepburn cominciò a studiare karate nel 1975. Dopo aver studiato con la cintura nera Yoshukai Nick Nibler, ha partecipato alla clinica condotta da Mike Foster nel 1993 e si affiliò con la Yoshukai International. Hepburn gestisce tre dojo a British Columbia nel Surrey, la Township of Langely e New Westminster.
Hepburn fu il Direttore del Karate BC Tournament dal 1996 al 1999, uno dei Direttori del Karate BC Executive Committee dal 2003 al 2005, il BC Winter Games Zone 3 Representative per più di dieci anni di karate, il capitano del Zone 3 Karate team durante i BC Winter Games e fu il Direttore del Comitato Esecutivo del National Karate Association del Canada dal 2006 al 2008.

### Yoshukai in Germania
Mike Foster fu invitato in Germania dal pioniene del karate Peter Trapski per fare una dimostrazione in Germania alla fine degli anni settanta ed entrò e vinse la Duisberg Euro-Cup nel 1978. Nello stesso anno, Otto Rumann fondò la prima scuola Yoshukai in Germania a Dortmund e successivamente si espanse in altre città. Ora possiede la sua sede centrale a Dortmund e dirige altre scuole a Altena, Essen, Hildesheim, Kaiserslautern, Karlsruhe, e tre scuole a Hagen.

### Yoshukai in America Latina
William “Bill” Solano nacque a Aguadilla, Porto Rico nel 1942 e si trasferì negli Stati Uniti. Nel 1958 conobbe le arti marziali a New York, in particolare con il Jujutsu. Nel 1969 cominciò a studiare il Kung Fu a Manhattan. Nel 1972 si spostò a Daytona Beach (Florida), dove cominciò a studiare lo Yoshukai karate con Foster. Alla fine del 1975, Solano tornò a Porto Rico e fondò la prima dojo, dove continuò a praticare lo Yoshukai karate fino al 1981. Nel 1991 la direzione dell'organizzazione fu presa da Miguel Alejandro, con scuole a Cupey, Carolina, Cidra, e due a Trujillo Alto. Nel 2009 fondò ufficialmente la Yoshukai Latin America.

### Yoshukai in Australazia
Tom Somerville, Neil Frazer e Warwick Lobb furono fondamentali per stabilire lo Yoshukai Karate in Nuova Zelanda e successivamente in Australia. Tom Somerville era neozelandese, ma viveva negli Stati Uniti e studiò con gli studenti di Mike Foster, Charles Scanlon e Kevin Bradford in New Jersey alla fine degli anni settanta. Tornò in Nuova Zelanda e nel 1979 fondò una dojo all'interno della Università di Canterbury. Nei primi anni ottanta, Neil Frazer e Warwick Lobb viaggiarono dalla Nuova Zelanda al New Jersey per completare i loro studi e diventare cinture nere e Neil Frazer prese in gestione il Canterbury club con l'assistenza di Warwick. Nel 1990 Dave Leathwick cominciò un club a Palmerston North noto come il Tokomaru Dojo e nel 2004 Darel Hall fondò il terzo club a Wellington.
Neil Frazer fondò una dojo a Sydney e continuò a dirigere la Yoshukai Australasia. La natura dispersiva dei karateki neozelandesi ha significato che i praticani hanno continuato i loro studi in Malaysia, Canada, Francia e Inghilterra.